# Liste des épisodes de Malcolm

Cette page recense la liste des épisodes de la série télévisée Malcolm.

## Première saison (2000)
1. Je ne suis pas un monstre (Pilot).
2. Alerte rouge (Red Dress)
3. Seuls à la maison (Home Alone 4)
4. Honte (Shame)
5. Changement de famille (Malcolm Babysits)
6. Poquito Cabeza (Sleepover)
7. La Petite Évasion (Francis Escapes)
8. Panique au pique-nique (Krelboyne Picnic)
9. Ma mère, ce héros (Lois vs. Evil)
10. À fond la caisse (Stock Car Races)
11. Les Funérailles (Funeral)
12. Pom pom boy (Cheerleader)
13. Le Mot de trop (Rollerskates)
14. Le Robot-tueur (The Bots and the Bees)
15. Lundimanche (Smunday)
16. Le Liquidateur (Water Park)

## Deuxième saison (2000-2001)
1. Embouteillage (Traffic Jam)
2. Il n'y a pas d'heure pour Halloween (Halloween Approximately)
3. Joyeux anniversaire Loïs (Lois’s Birthdays)
4. Dîner en ville (Dinner Out)
5. Faites vos jeux (Casino)
6. Le Congrès (Convention)
7. Attaque à main armée (Robbery)
8. Thérapie (Therapy)
9. Malcolm brûle les planches (High School Play)
10. Le Grand Méchant Reese (The Bully)
11. La Vieille Dame (Old Mrs. Old)
12. La nouvelle tête d'ampoule (Krelboyne Girl)
13. Les nouveaux voisins (New Neighbors)
14. Hal démissionne (Hal Quits)
15. Conflit de générations (The Grandparents)
16. Infraction (Traffic Ticket)
17. Urgences (Surgery)
18. Reese aux fourneaux (Reese Cooks)
19. Cours du soir (Tutoring Reese)
20. Pile et face (Bowling)
21. Malcolm contre Reese (Malcolm vs. Reese)
22. Un pour tous (Mini-Bike)
23. La Fête foraine (Carnival)
24. Débâcle (Evacuation)
25. Souvenirs, souvenirs (Flashback)

## Troisième saison (2001-2002)
1. Tout le monde sur le pont (Houseboat)
2. Émancipation (Emancipation)
3. Feux d'artifice (Book Club)
4. La Petite Amie (Malcolm’s Girlfriend)
5. Bonnes œuvres (Charity)
6. Sueurs froides (Health Scare)
7. Chantage de Noël (Christmas)
8. Poker (Poker)
9. Le Poisson rouge (Reese’s Job)
10. Sexy Loïs (Lois’s Makeover!)
11. Pique-nique fatal - 1re partie (Company Picnic - Part 1)
12. Pique-nique fatal - 2e partie (Company Picnic - Part 2)
13. Le Fou du volant (Reese Drives)
14. Confessions intimes (Cynthia’s Back)
15. La Grosse Surprise ! (Hal’s Birthday!)
16. L’Entraîneur (Hal Coaches on you)
17. Une Vie de chien (Dewey’s Dog)
18. Poker II : La revanche (Poker II)
19. Morceaux choisis (Clip Show)
20. Messieurs les jurés (Jury Duty)
21. Réactions en chaîne (Cliques)
22. Héros malgré lui (Monkey)

## Quatrième saison (2002-2003)
1. Zizanie au zoo (Zoo)
2. Humilithon (Humilithon)
3. Famille je vous hais (Family Reunion)
4. Sois belle et tais-toi (Stupid Girl)
5. C’est pas moi, c’est lui ! (Forwards Backwards)
6. Touche pas à ma fille (Forbidden Girlfriend)
7. Bouche cousue (Malcolm Holds His Tongue)
8. Les Mystères de l’Ouest (Boys At Ranch)
9. Grand-mère attaque (Grandma Sues)
10. Si les garçons étaient des filles (If Boys Were Girls)
11. Tu seras un homme, mon fils (Long Drive)
12. Tolérance zéro (Kicked Out)
13. Sexe, mensonges et vidéo (Stereo Store)
14. Le Bon Copain (Hal's Friend)
15. Le Grand Déballage (Garage Sale)
16. Les grands esprits se rencontrent (Academic Octathalon)
17. Le Testament impossible (Clip Show II)
18. Plus on est de fous, moins on rit ! (Reese's Party)
19. Mise à nu (Future Malcolm)
20. Le Bébé – 1re partie (Baby - Part 1)
21. Le Bébé – 2e partie (Baby - Part 2)
22. Les Arnaqueurs (Day Care)

## Cinquième saison (2003-2004)
1. Las Vegas (Vegas)
2. Les Baby-sitters (Watching The Baby)
3. Le Journal intime (Goodbye Kitty)
4. Le grand chef (Thanksgiving)
5. Caméra cachée (Malcolm Films Reese)
6. Cachotteries (Malcolm’s Job)
7. Mes beaux sapins (Christmas Trees)
8. C'est la fête ! (The Block Party)
9. Rubrique lubrique (Dirty Magazine)
10. Le Jacuzzi de la discorde (Hot Tub)
11. Le Fiancé de grand-mère (Ida’s Boyfriend)
12. Frapper et recevoir (Softball)
13. La Sœur de Loïs (Lois' Sister)
14. Belle-famille, je vous aime (Malcolm Dates a Family)
15. Enfin seul ! (Reese's Apartment)
16. Portes ouvertes (Malcolm Visits College)
17. Chance et malchance (Polly in the Middle)
18. Q.I. K-O (Dewey’s Special Class)
19. Formules magiques (Experiment)
20. Patrimoine (et) génétique (Victor's Other Family)
21. La grande pagaille - 1re partie (Reese Joins the Army - Part 1)
22. La grande pagaille - 2e partie (Reese Joins the Army - Part 2)

## Sixième saison (2004-2005)
1. Il faut sauver le soldat Reese (Reese Comes Home (3))
2. Les Idoles (Busey's Run Away)
3. La Guerre des poubelles (Standee)
4. Pearl Harbor (Pearl Harbor)
5. Kitty : le retour (Kitty's Back)
6. L'étrange Noël de Monsieur Hal (Hal's Christmas Gift)
7. Le Somnambule (Hal Sleepwalks)
8. Sévir et protéger (Lois Battles Jamie)
9. Accro du delco (Malcolm's Car)
10. En haut de l'affiche (Billboard)
11. Opéra (Dewey's Opera)
12. Question de vie ou de mort (Living Will)
13. On ira tous au paradis (Tiki Lounge)
14. La Jambe de grand-mère (Ida Loses a Leg)
15. Devine qui vient dormir ? (Chad's Sleepover)
16. Chose promise, chose due (No Motorcycles)
17. Larves et chenilles (Butterflies)
18. Quelle horreur ! (Ida's Dance)
19. J'ai échangé ma maman (Motivational Speaker)
20. 800 dollars plus les frais (Stilts)
21. Otage, ô désespoir (Buseys Takes A Hostage)
22. Reine d'un jour (Mrs. Tri-County)

## Septième saison (2005-2006)
1. Allumer le feu ! (Burning Man)
2. Assurance tous risques (Health Insurance)
3. Vices cachés (Reese vs. Stevie)
4. La Maison de l'horreur (Halloween)
5. L'Invasion de l'abeille tueuse (Jessica Stays Over)
6. La Guerre des nerfs (Secret Boyfriend)
7. Le Côté obscur (Blackout)
8. Copine de régiment (Army Buddy)
9. Il faut sauver l'élève Reese (Malcolm Defends Reese)
10. L'Argent ne fait pas le bonheur (Malcolm's Money)
11. L’Épreuve de force (Bride of Ida)
12. La Force de l'engagement (College Recruiters)
13. Mononucléose à deux (Mono Frono)
14. Hal déprime (Hal Grieves)
15. Tous coupables ! (A.A.)
16. La Justicière (Lois Strikes Back)
17. Une Dent contre toi (Hal's Dentist)
18. L'Abri de mes rêves (Bomb Shelter)
19. Un Vendeur est né (Stevie in the Hospital)
20. Le Tribunal des animaux (Cattle Court)
21. Le Bal de la promo (Morp)
22. Malcolm président (Graduation)